# Arquipélago de Blekinge
O arquipélago de Blekinge (em sueco: Blekinge skärgård) é um conjunto de umas 1 000 ilhas, ilhéus e recifes do mar Báltico, localizadas na proximidade da costa da província histórica de Blekinge.
Ao largo da cidade de Karlskrona, estão situadas as ilhas de Senoren, Sturkö, Tjurkö, Aspö, Hasslö e Almö. Ao largo de Ronneby estão localizadas as ilhas de Karön e Tjärö. Ao largo de Karlshamn, as ilhas de Tärnö e Hanö. 
Algumas destas ilhas têm ligação por ponte, e algumas só são acessíveis por barco. 
O arquipélago tem cerca de 85 000 habitantes.

## Imagens

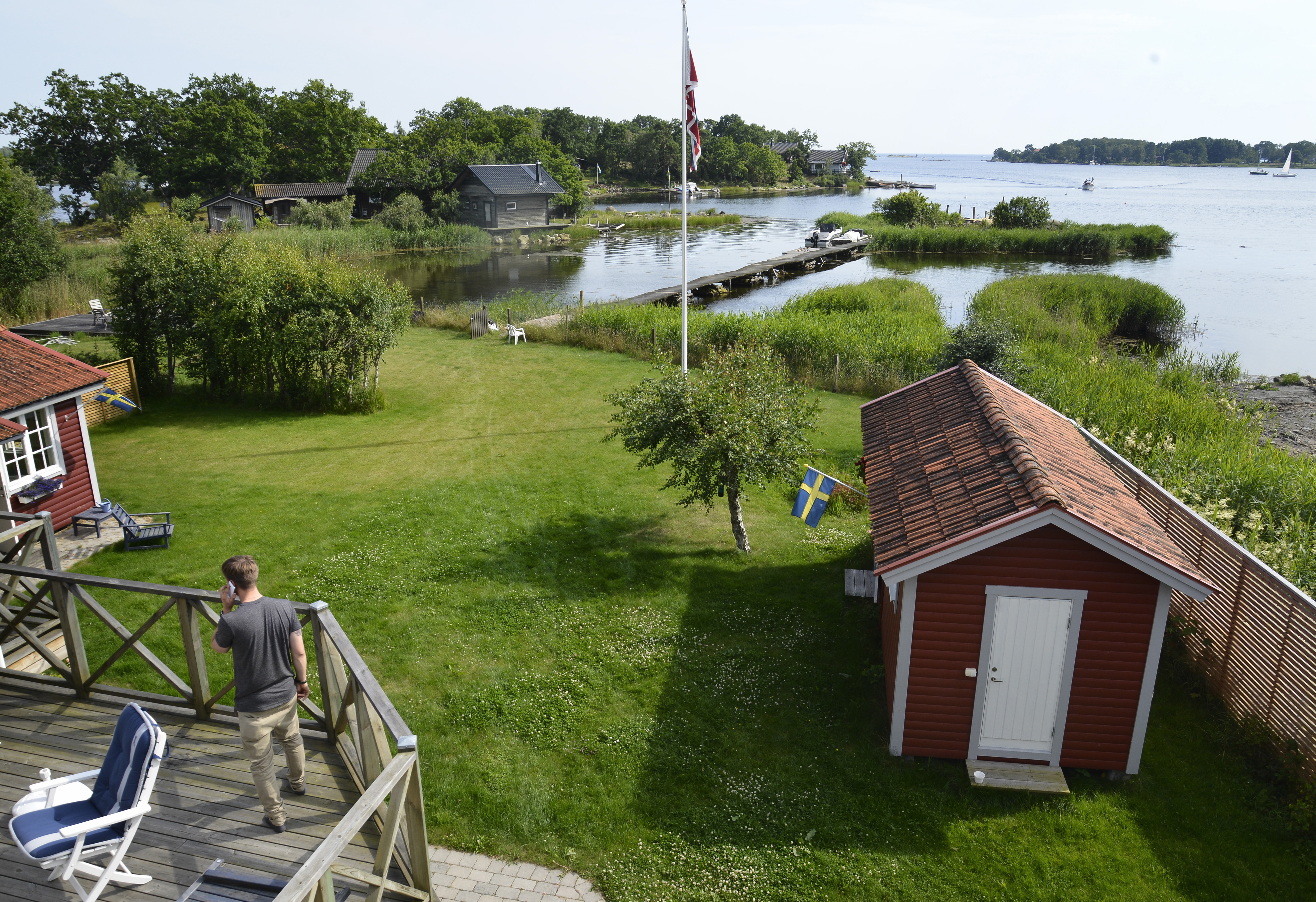
No arquipélago de Blekinge
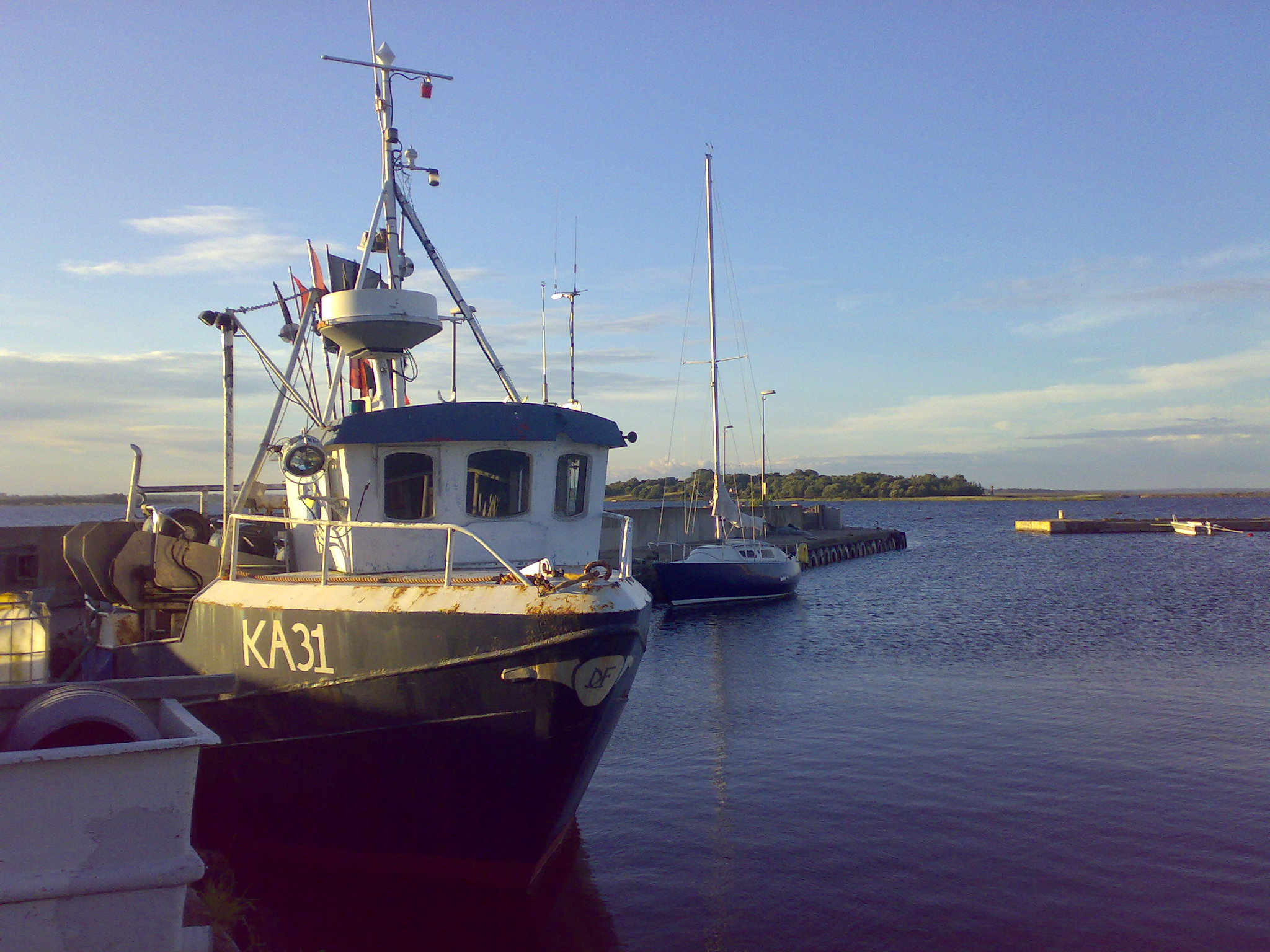
Barcos de pesca em Hasslö